# Tolhuis (Lobith)
Het Tolhuis was een landsheerlijke burcht die tot in de 17de eeuw in Lobith stond. Lobith is onderdeel van de gemeente Zevenaar in de Nederlandse provincie Gelderland.

## Geschiedenis

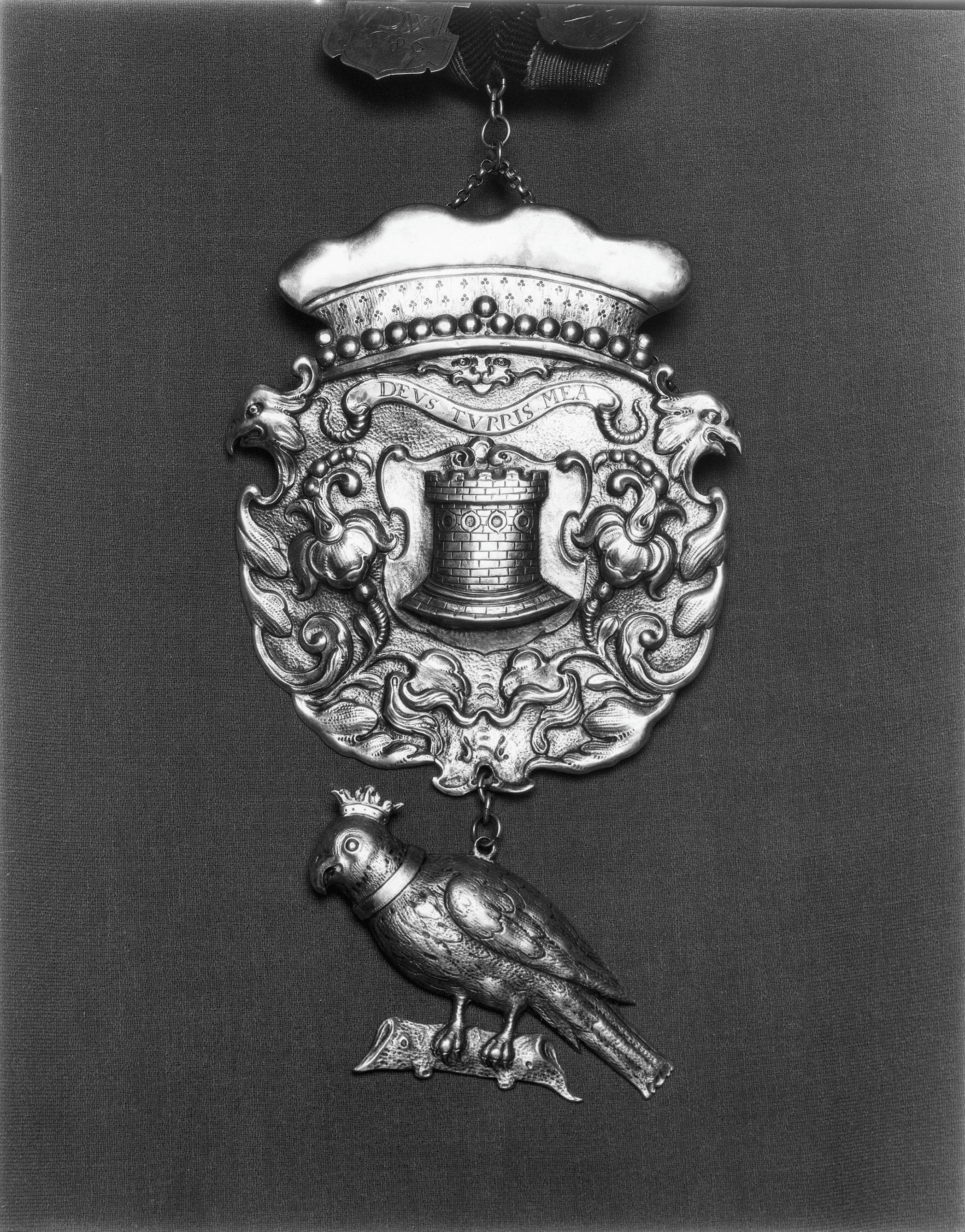
Schutterszilver met de ‘dikke toren’

In 1222 kreeg de graaf van Gelre toestemming van Keizer Frederik II om een tol te vestigen op het 'Lobede' gelegen aan de Rijn, het huidige Lobith. Naast de oorspronkelijke 'dikke toren' of Donjon verrees in of kort na 1307 een groots kasteel (zie afbeelding). Het werd omschreven als 'domus apud'. Dit zogenaamde Tolhuis werd in de late Middeleeuwen het bestuurlijke en tevens culturele centrum van het strategisch belangrijke gebied rondom de splitsing van Rijn en Waal. In het rampjaar 1672 werd het kasteel volledig verwoest.

### Lobith in de middeleeuwen
Het huidige Lobith vindt zijn oorsprong in 1222 met de toekenning van het tolrecht aan Gelre door keizer Frederik II. Toen de Rijn in de loop van de tijd meerdere malen haar bedding verlegde, werd de feitelijke tolheffing verplaatst. In het jaar 1307 bijvoorbeeld gaf graaf Reinoud I van Gelre toestemming de tol te verplaatsen naar Schenkenschans, iets verderop stroomafwaarts. Weer later werd de tol verplaatst naar de nieuwe "Zollkammer", het huidige Tolkamer. Maar de dikke toren van het voormalige tolhuis groeide inmiddels uit tot een hertogelijke residentie van het graafschap Gelre, dat in 1339 verheven werd tot hertogdom.
In 1477 werd het Tolhuis door Karel de Stoute, hertog van Bourgondië, overgedragen (overeenkomstig het middeleeuwse recht: verpand) van het hertogdom Gelre aan het hertogdom Kleef. Karel wilde op deze manier Jan I van Kleef bedanken voor zijn steun in zijn strijd tegen Gelre. Gelre heeft de aanspraak van Kleef op de regio rondom het kasteel lange tijd betwist omdat het de verpanding door Karel niet erkende. Totdat stadhouder Prins Willem III in 1680 de knoop doorhakte en liet weten dat hij de grenskwestie tussen de hertogdommen Gelre en Kleef als afgedaan beschouwde. Hij wilde namelijk de keurvorst van Brandenburg, die inmiddels eigenaar was geworden het Tolhuis en omgeving (zie verderop), niet tegen zich in het harnas jagen.

### Lobith gedurende de Tachtigjarige Oorlog (1568-1648)
Bij het uitbreken van de Tachtigjarige Oorlog in 1568 stond het gebied rondom 'het Tolhuis' dus onder Kleefs bestuur. In 1609 verandert dit. Hertog Johan Willem van Kleef sterft zonder mannelijke erfgenaam. Om zijn opvolging barst de Gulik-Kleefse Successieoorlog uit tussen verschillende Duitse vorsten. Uiteindelijk komt Kleef, en daarmee het Tolhuis, definitief in bezit van de verre erfgenaam Johan Sigismund, keurvorst van Brandenburg.
Vanaf dat moment komt de omgeving van Lobith ruim tweehonderd jaar onder Pruisisch bestuur te staan. Totdat Lobith in 1815 op het Congres van Wenen, toen na de napoleontische oorlogen Europa opnieuw werd verkaveld, wordt overgedragen aan het net opgerichte Koninkrijk der Nederlanden. Maar zover is het in 1613 nog niet.
In dat jaar stapt Johan Sigismund over van het lutheranisme naar de Gereformeerde religie. Dit heeft natuurlijk ook gevolgen voor de bestuurlijke elite in Lobith. In 1614 wordt officieel de 'Gereformeerde gemeente van het Tolhuys' opgericht. In de slotkapel van het Tolhuis worden nu voortaan gereformeerde kerkdiensten gehouden, volgens het principe cuius regio, eius religio. De katholieke inwoners van Lobith gaan nu ter kerke in Elten, Keeken en Bimmen, of helemaal niet. Honderd jaar later beklaagt een katholieke pater zich over de situatie: "menigeen wist niets van God of zijn gebod. Zommige van 17, 18, 19 jaaren waar nog zelden in de kerk geweest" .
Hoewel de regio niet onder de jurisdictie viel van de strijdende partijen die in de Tachtigjarige Oorlog tegenover elkaar stonden (en de regio dus in feite neutraal was), streden Spanje en de Republiek toch een heftige strijd om de hegemonie over dit strategisch belangrijke gebied. Wie dit gebied bij de splitsing van Rijn en Waal beheerste, controleerde namelijk het scheepsverkeer over de beide rivieren en had de toegangspoort tot de Betuwe en de rest van De Republiek in handen. De bevelhebbers van De Republiek, de prinsen Maurits en zijn broer Frederik Hendrik gebruikten gedurende de oorlog het Tolhuis als hoofdkwartier tijdens de belegeringen van het verder stroomafwaarts gelegen fort Schenkenschans.
Gedurende de oorlog zwerven er voortdurend plunderende troepen door de omgeving. Nu eens zijn het de geuzen waaronder de boerenbevolking te lijden heeft, dan weer de Spanjaarden, zoals blijkt uit dit gedicht: "Die Spaengiaert wil ons hencken / als wij die Geus bystaan / die Geus die wil ons crencken /als wy by de Spaengiaerts gaan." De bevolking in Lobith is de oorlog moe en snakt naar vrede. "Wy hebben aan gheen cant vree / wy souden wel gheeren houden stee / en melcken onse Koe / den boer, den boer, dit crijghen is hij moe."
In 1648 komt er eindelijk een einde aan de strijd en wordt de Vrede van Münster gesloten. Later in datzelfde jaar wordt op het Tolhuis in Lobith met toestemming van de Pruisische keurvorst Frederik Willem I een schutterij opgericht. In de akte die bewaard is gebleven staat "Anno 1648 am 24 Junij auf St. Johannis Baptisten Tagh (...) ist ein Schutterij zu Lobith aufgericht mit Consent von (...) unseres Gnädichsten Herr auf folgende Condice wohnach die Schuttzerij sich zu halten hat." De protestantse bestuursambtenaren van de keurvorst deelden op het Tolhuis de lakens uit, in een streek waar de bewoners nagenoeg geheel rooms-katholiek waren.
Na 1648 raakt het Tolhuis gaandeweg in verval.

### Het Rampjaar 1672

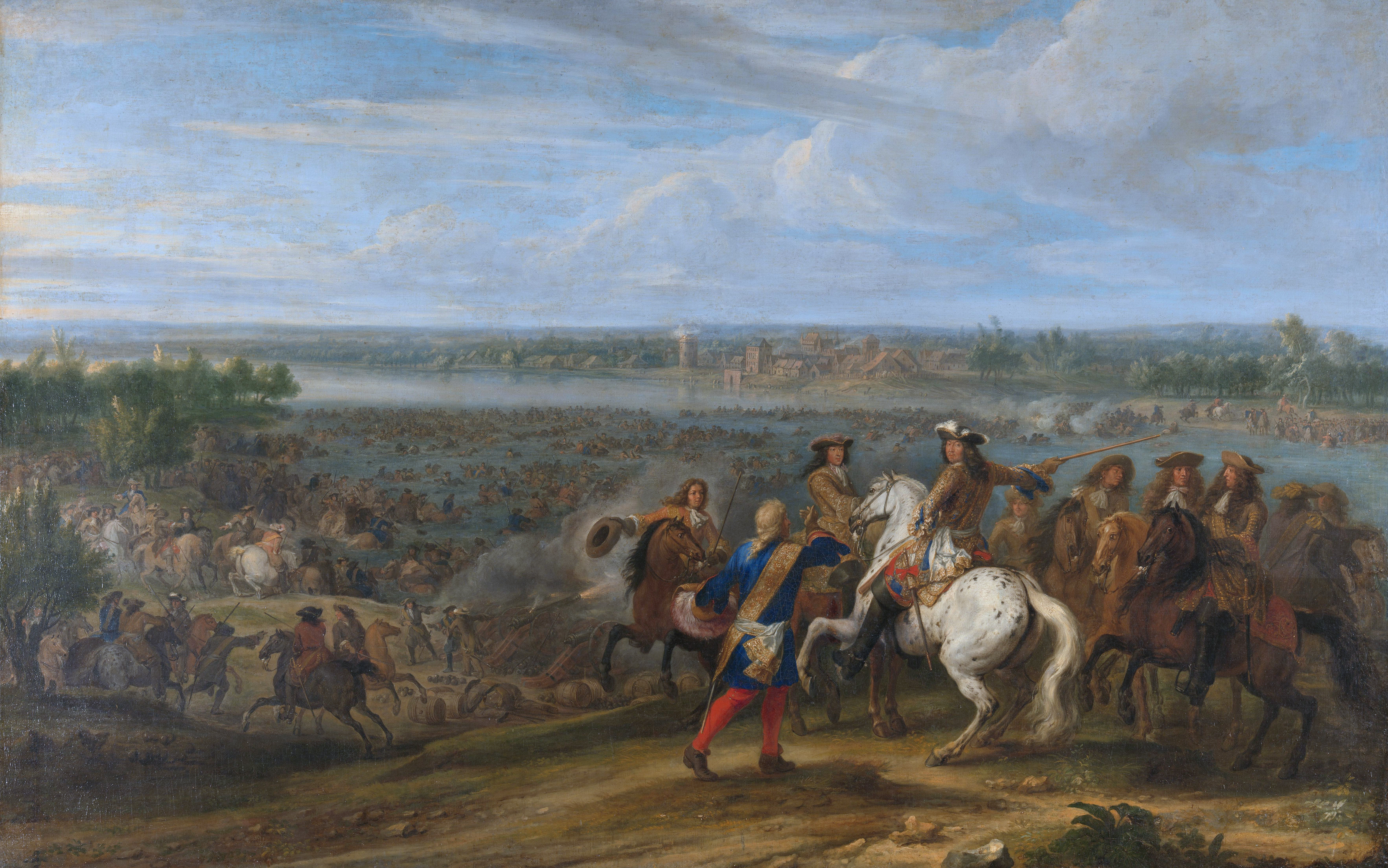
Lodewijk XIV trekt bij het Tolhuis de Rijn over. Op zijn witte schimmel vuurt hij de soldaten aan en op de achtergrond branden de dikke toren en het hertogelijk kasteel.

In het zogenaamde rampjaar 1672 koos Lodewijk XIV de Rijn bij Lobith uit om het grondgebied van De Republiek binnen te vallen. Het kasteel en de daarbij gelegen toren werden door de Franse soldaten in brand gestoken. Deze ramp betekende zowel het strategische als economische einde van het Tolhuis te Lobith.

### Sporen van het verleden
De restanten van toren en kasteel zijn in de loop van de 18e eeuw door de bewoners als bouwmateriaal gebruikt. Het terrein werd door koning Frederik II van Pruisen aan de Rooms-Katholieke Kerk geschonken, die ter plaatse een kerk liet bouwen. Het enige materiële overblijfsel dat van het middeleeuwse Tolhuis bewaard is gebleven is het zogenaamde Schipperspoortje (huidige Dorpsdijk 36 in Lobith).
De 'dikke toren' naast het kasteel kwam in 1648 als afbeelding terecht in het wapen van het toen in Lobith opgerichte schuttersgilde, dat tot op heden bestaat als Schuttersgilde Eendracht Maakt Macht, met als wapenspreuk: Deus Turris Mea (God is mijn burcht). Dezelfde dikke toren vinden we ook in het voormalige gemeentewapen van Rijnwaarden.
Ammersoyen · Buren · Emmerik · Erkelenz · Geldern · Grave · Groenlo · Grunsfoort · Hattem · Hatendonk · Kessel · Krieckenbeek · Lobith · Montfort · Nijmegen · Oijen · Poederoijen · Rosendael · Tiel · Wachtendonk · Wickrath
Aalst · Aardenburg · Acquoy · Aerdt · Agistaldaburg · Ahof · Aldenhaag · Aller · Ambe · Ammersoyen · Ampsen · Andelst · Angeroyen · Appelburg · Appelse walburg · Appeltern · Arler · Baak · Babberich · Baer · Baerle · Bakerbosch · Balgoij · Barlham · Batenburg · Beek · Beerenclaauw · Bemmel · Bevervoorde · Bergh · Biljoen · Bingerden · Blankenborg (Laren) · Blankenborg · Blauwe Huis · Blokhuis (Ravenswaaij) · Boelenham · Boetselaersborg · Borculo · Boswaai · Brakel · Den Brakel · Den Bramel · Bredevoort · Broekhuizen · Bronkhorst · Bruchem · Bruinhorst · Brunsberg · Bulkestein · Bunswaard · Burcht van Tiel · Buren · De Buurse · Byland · Byvanck · Caetshage · Camphuysen · De Cannenburch · de Cloese · Coldenhove · Culemborg · Dedinckweerd · Delwijnen · Didam · Diepenbroek · Hof te Dieren · Huis Dijck · Dikke Tinne · Doddendaal · Dodewaard · Doornenburg · Doornik · Doorwerth · Dooyenburg · Dorth · Doseburg · Drakenburg · Dreumel · Druten · Duivelshuis · Eerbeek · De Ehze · Elburg · Eldrik · Emmerik · Engelenburg · Groot Engelenburg · Engelrode · Enghuizen (Hummelo) · Enghuizen (Zevenaar) · Enspijk · De Essenburgh · Essenpas · Est · Fokkinck · Gameren · Geerestein · Geldermalsen · De Gelderse Toren · Geldersweerd · Gellicum · Gendt · Gennepestein · Glindhorst · Goudenstein · ‘s-Grevenhoef · Groot Hell · Groenlo · Groesbeek · Huis te Groesbeek · Grunsfoort · Gulden Spijker · Hackfort · Hackforts Veenhuis · Hagen · Hagevoort · Hamerden · Hanepol · Harreveld · Harslo · Hassink · Het Haveke · Hedel · Heeckeren · De Heegh · Hees · De Heest · Hellouw · Hemmen · Hernen · Motte van Hernen · Heumen · Heusden · Hoekelum · Hoekenburg · De Hoeve · De Hof · Hof d'Ooy · Hof van Arkel · Huis het Holt · Holthuis · Het Holtslag · Ter Horst · Houberg · St. Hubertus · Huissen · Hulhuizen · Hulkestein · Hulsen · Hunneschans bij De Duno · Hunneschans bij Uddel · Jonker Bloo · 't Joppe · De Kamp · Karssenberg · Kemnade · Keppel · Kermestein · Kernhem · Kervel · Kiefskamp · De Kinkelenburg · Klein Enghuizen · Kleverburg · Kortenhoeve · Laag Helbergen · Lakenburg · Landfort · Langen · Latenstein · De Lathmer · Lathum · Ter Lede · Leegpoel · Leemcuyl · Leeuwen · Leeuwenbergh · Lensenburg · Lent · Leur · Leuvenum · Leyenburg · Lichtenvoorde · Lievenstein · Loenen · Loevestein · Loil · Loowaard · Luynhorst · Hof te Maasbommel · Magerhorst · Malburgen · Malderburcht · Malsen · Manhorst · Marhulsen · De Marsch · Marveld · Mathena · Maurik · Medel · Medestein · 't Medler · Meinerswijk · De Mellard · Mensink · Mergelp · Meteren · 't Meyerink · Middachten · Millingen · Mussenberg · Nagelhorst · Nederhagen · Nederhemert · Neerijnen · Huis Neerijnen · De Nesch · Nettelhorst · Nieuwe Blokhuis ·  Nijburg · Nijenbeek · Old Putten · Notenstein · Nye Huis · Olde Spijker · Oldenaller · Oldenhof (Driel) · Oldenhof (Heteren) · De Ooij · Oolde · Oud Oolde · Oosterhout · Ophemert · Opijnen · Oud Ampsen · Oude Blokhuis · Het Oude Loo · Oude Voorst · Oudenborch · Oud-Wisch · Huis te Overasselt · Overeng · Overhagen · Overlaar · 't Oye · Palmestein · De Parck · Persingen · Plekenpol · Ploen · Pluimenburg · Poederoijen · Poelwijck · Poelwijk · De Pol (Dreumel) · Huis de Poll (Huis te Gietelo) · De Poll (Huissen) · Pollenbering · Pollenstein · Puttenstein · Het Raasink · Ravenhorst · De Rees · Ressen · Reuversweerd · Reygersfoort · Rhijnestein · Huis Rijswijk · Rode Toren · Roode Wald · Rosande · Rosendael · Rossum · Rumpt · Ruurlo · Rijsselt · Schadewijk · Schaffelaar · Scherpenzeel · Schoonbroek · Schoonderbeek · Schoonenburg · Schuilenburg · Schuilkerke · Hof te Seelbeek · Sevenaer I · Sevenaer II · Sinderen (Oude IJsselstreek) · Sinderen (Voorst) · Slangenburg · Sleeburg · Slimsijp · De Snor · Soelen · Spaansweerd · Spaldorp · Spijk · Staverden · Sterkenburg · Swanepol · Tarthorst · Teisterbant (Kerk-Avezaath) · Teisterbant (Kerkdriel) · Ter Dicke · Tolhuis · Tolhuis (Tiel) · Tollenburg · Tongerlo · Toren van Wely · Tuil · Ubbergen · Uilenburg (Ewijk) · Uilenburg (Heteren) · Ulenpas · Ulft · Upladen · Valburg · Valkhofburcht · Valkhofpalts · Vanenburg · Varik · Hof te Varsseveld · 't Velde · Velhorst · Verwolde · Vierakker · De Voorst · Voorstonden · Vorden · Vosbergen · Vredenburg · Vredestein (Driel) · Vredestein (Ravenswaaij) · Vuren · Waardenburg · Waddestein · Wadenoijen · Waede · Wageningen · Walfort · 't Waliën · De Wardt · Watergoor · Watermeerwijk · Wayenstein (Huis te Herwijnen) · Well (Huis van Malsen) · Weijenrade · Westenburg · Westerholt · Weurt · De Wiersse · Wijenburg (Echteld) · De Wildenborch · De Wildt · Wilp · Wilperhorst · Winssen · Wisch · Wychen · Wolfswaard · Woolbeek · Yrst · IJzendoorn · Zeeland · Zilveren Spijker · Zuilichem · Zwaluwenburg · Zwanenburg (Heerde) · Zwanenburg (Megchelen)